# آب‌بید (حاجی‌آباد)
آب‌بید، روستایی در دهستان کوهشاه بخش احمدی شهرستان حاجی‌آباد در استان هرمزگان ایران است.

## جمعیت
بر پایه سرشماری عمومی نفوس و مسکن در سال ۱۳۹۵، جمعیت این روستا برابر با ۷۱ نفر (۱۹ خانوار) بوده است.